# 李永新
李永新（1901年12月9日—1972年12月23日），字鶴齡，男，卓索圖盟喀喇沁左翼旗（今遼寧省喀左縣）人，中华民国政治人物，第一屆中華民國國民大會代表。

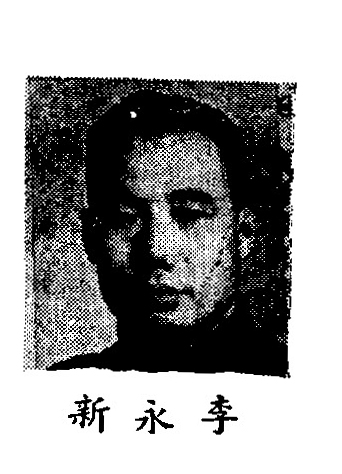
出席制憲國民大會代表時所攝照片

民國37年（1948年）在蒙古卓索圖盟選區當選第一屆立法委員。

## 生平
國立北京蒙藏專門學校政治經濟系畢業。
西北陸軍幹部學校工科畢業。
廬山暑期訓練團、中央訓練團黨政班畢業。
國民革命軍蒙古騎兵團旅長、內蒙騎兵總指揮部旅長。
中國國民黨內蒙黨務指導委員會委員。
國民革命軍軍械處處長。
中國國民黨中央黨部邊疆黨務處長、主任秘書、中央組織部蒙藏組織科科長，蒙藏委員會委員長兼行政院政務委員。

## 社会兼职
- 蔣委員長西安蒙難赴難團員
- 軍委會政治部設計委員
- 第四次全國教育會議代表
- 教部邊教委員
- 青年團全國代表大會代表
- 國民參政會第一、二、三、四屆參政員
- 憲政實施協進會員
- 中國國民黨第四、五、六、七次全國代表大會代表
- 中國國民黨中央常務監察委員會委員
- 中央政治會議委員
- 中國國民黨中央評議委員
- 制憲國大代表
- 中央委員及立法委員
- 總統府國策顧問